# サン・ルーカ
サン・ルーカ（イタリア語: San Luca）は、イタリア共和国カラブリア州レッジョ・カラブリア県にある、人口約3,700人の基礎自治体（コムーネ）。

## 地理

### 位置・広がり

#### 隣接コムーネ
隣接するコムーネは以下の通り。
- ベネスターレ
- ボヴァリーノ
- カレーリ
- カジニャーナ
- コゾレート
- デリアヌオーヴァ
- サーモ
- サンターガタ・デル・ビアンコ
- サンタ・クリスティーナ・ダスプロモンテ
- シード

## 行政

### 分離集落
サン・ルーカには、以下の分離集落（フラツィオーネ）がある。
- Ientile, Polsi, Ricciolio, Vorea